# نشان فیل
نشان فیل (دانمارکی: Elefantordenen) یک نشان جوانمردی دانمارکی است و بالاترین رتبه افتخار دانمارک است. منشأ آن از قرن پانزدهم است، اما از سال ۱۶۹۳ رسماً وجود داشته‌است و از زمان تأسیس سلطنت مشروطه در سال ۱۸۴۹، اکنون تقریباً به‌طور انحصاری برای تکریم سلطنت و سران کشورها مورد استفاده قرار می‌گیرد.